# أزمة بيئية

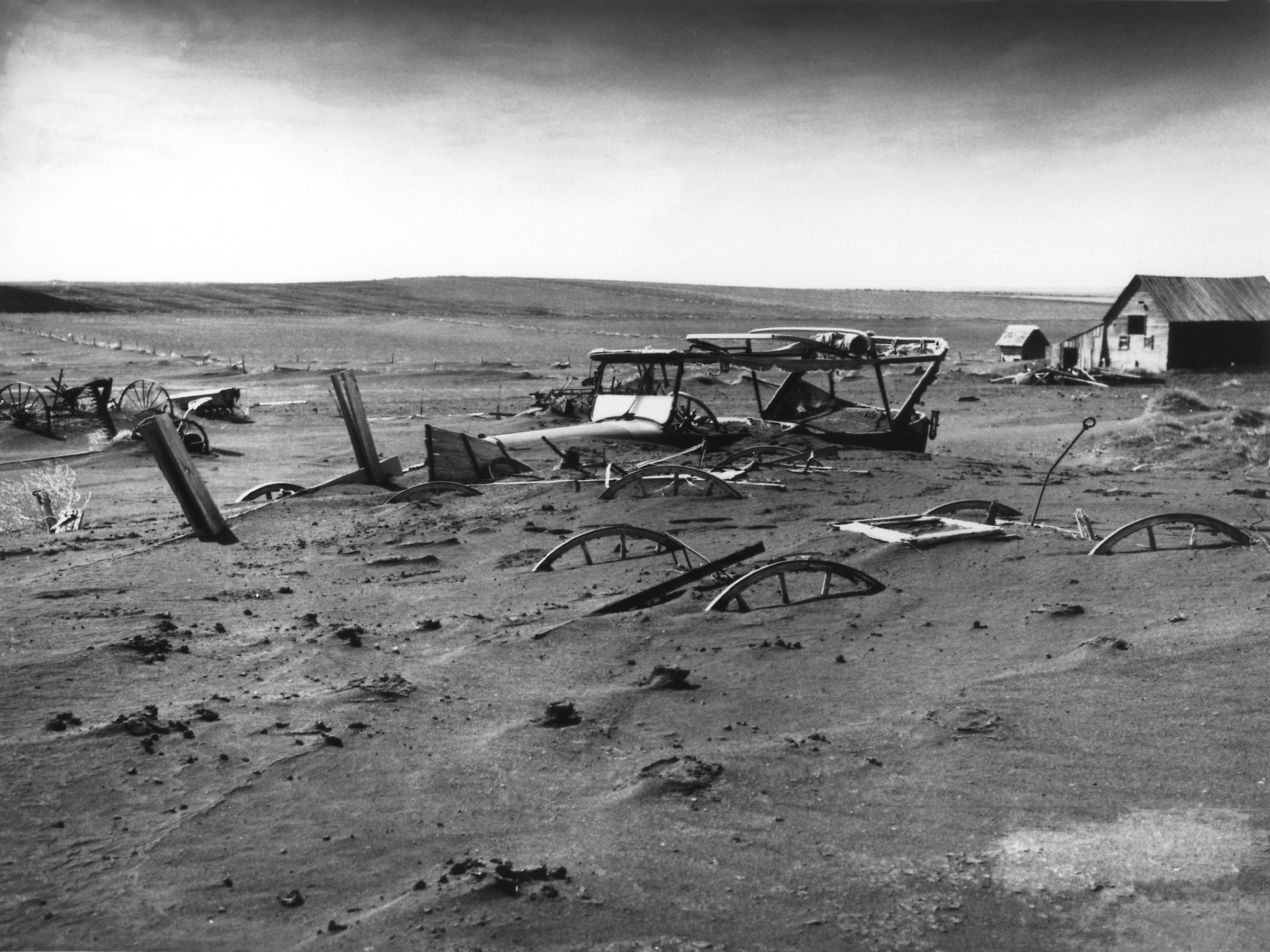

الأزمة البيئية (بالإنجليزية: ecological crisis)‏ تحدث الأزمة البيئية عندما تؤدي التغيرات التي تطرأ علىالأنواع والجماعات الأحيائية إلى زعزعة استمرار بقاؤها. و تشمل بعض الأسباب المهمة مثل:
تدهور العامل البيئي الغير حيوي (على سبيل المثال: ارتفاع درجة الحرارة، وانخفاض هطول الأمطار)
زيادة عدد الحيوانات المفترسة
ارتفاع عدد الأفراد لاسيما في المناطق الحضرية (الاكتظاظ السكاني).
إن نظرية التوازن المتقطع تعتبر الأزمات البيئية النادرة هي المحرك المحتمل للتطور السريع
هناك رأي سائد بأن الأزمة البيئية الحالية هي من أصل بشري والمثير للاهتمام، فقد اكتشف بعض الباحثين أن الأسس الايدلوجية للسلوك البشري تنحدر من تقاليد إبراهيمية، "إن إنكار الغرب التقليدي لروح الحيوانات، وإصراره على أن الإنسان وحده كان خالداً ووقف في قمة كل المخلوقات، أدى إلى انتهاكات تساهم في الأزمة البيئية الحالية. وفي ندوة علماء اللاهوت في كاليفورنيا، 1970، " اتفق جميع العلماء تقريبًا على أن الموقف المسيحي التقليدي تجاه الطبيعة قد أذن باستغلال البيئة من قبل العلم والتكنولوجيا وبالتالي يساهم في تلوث الهواء والماء، والاكتظاظ السكاني والتهديدات البيئية الأخرى". وكتب لين وايت، "أحد أسباب أزمتنا الحالية موجودة في التقاليد اليهودية المسيحية... التي تتحدث عن هيمنة الإنسان على الطبيعة.... من خلال تدمير الروحانية الوثنية، حيث أكدت الديانة المسيحية أنه من الممكن استغلال الطبيعة في جو من عدم اللامبالاة تجاه مشاعر [مخلوقات الطبيعة الأخرى] ".

## الأمثلة

### الأزمات الناجمة عن العوامل الغير حيوية
يؤثر تغير المناخ تأثير كبير على النظم البيئية،  ومع ارتفاع درجة الحرارة العالمية، هناك انخفاض في تساقط الثلوج، وارتفاع في مستويات البحر. ستتغير النظم الايكولوجية أو تتطور لتتكيف مع الزيادة في درجة الحرارة. ونتيجة لذلك، يتم إخراج العديد من الأنواع من مواطنها.
أصبحت الدببة القطبية مهددة بالانقراض،  فهي تحتاج للثلج لصيد الفقمات، حيث أنها الفريسة الأساسية لهم. ومع ذلك، فإن ذوبان القمم الجليدية،  يجعل  فترات الصيد تقل كل عام. و نتيجة لذلك، فإن الدببة القطبية لا تنتج ما يكفي من الدهون لفصل الشتاء. لذلك، فهم غير قادرين على التكاثر بمعدل صحي.
تتعامل النظم البيئية للمياه العذبة والأراضي الرطبة مع الآثار الشديدة لزيادة درجة الحرارة. يمكن أن يكون  المناخ مدمرًا  للسلمون وسمك السلمون المرقط. وفي نهاية المطاف ستترك أسماك المياه الباردة نطاقها الجغرافي الطبيعي للعيش في مياه أكثر برودة عن طريق الهجرة إلى ارتفاعات أعلى.
في حين أن العديد من الأنواع تمكنت من التكيف مع الظروف الجديدة من خلال التنقل باتجاه القطبين، فإن الأنواع الأخرى ليست محظوظة بنفس القدر. حيث أن خيار التحرك غير متاح للدببة القطبية وبعض الحياة المائية.

#### انقراضالتنوع البيولوجي
بسبب الزيادة في الأزمة البيئية، يتم القضاء على أعداد كبيرة من الأنواع . حيث أنه في كل عام  يختفي ما بين 17ألف إلى مائة ألف نوع من كوكب الأرض. إن السرعة التي تنقرض فيها الأنواع أسرع بكثير مما كانت عليها في الماضي. كان الانقراض الجماعي السابق ناجم عن  اصطدام نيزك قبل 66 مليون سنة.
إن فقدان الأنواع الجديدة في النظام البيئي سوف يؤثر في النهاية على كل المخلوقات الحية.  في الولايات المتحدة وكندا، كان هناك انخفاض كبير في عدد أسماك القرش على طول الساحل الشرقي للولايات المتحدة. و منذ ذلك الحين، ازداد عدد أسماك الرعاد والأسماك المفلطحة، مما أدى بدوره إلى تدمير المحار. وقد أدى فقدان المحار إلى انخفاض نوعية المياه وحجم الأعشاب البحرية. يتم فقدان التنوع البيولوجي بمعدل سريع، وكلما ازداد عدد الأنواع الموجودة في النظام البيئي، كلما كان أكثر مرونة في التطور والقدرة على الصمود.
اختفت سبعة ملايين كيلومتر مربع من الغابات الاستوائية خلال الخمسين سنة الماضية. وتم استخدام نحو مليوني كيلومتر مربع للمحاصيل، في حين أن الخمسة ملايين كيلومتر مربع المتبقية هي أرض ذات نوعية رديئة. تحويل هذه الأراضي الغير منتجة إلى غابة محلية قد يساعد في الحصول على ما يقدر بنحو خمسة مليارات طن متري من الكربون من الغلاف الجوي كل عام لمدة 10 إلى 20 سنة أو أكثر. و ستؤدي إعادة التحريج إلى فوائد هائلة على التنوع البيولوجي.

##### فرط الإنتاج (الأنواع)
في البرية، يتم حل مشكلة زيادة عدد الحيوانات  عن طرية الحيوانات المفترسة. تميل الحيوانات المفترسة إلى البحث عن علامات الضعف في فريستها، وبالتالي عادة ما تأكل الحيوانات القديمة أو المريضة. وهذا له آثار جانبية لضمان وجود الأقوى بين الناجين والسيطرة على الأعداد.
في غياب الحيوانات المفترسة، ترتبط الأنواع الحيوانية بالموارد الموجودة في بيئتها، ولكن هذا لا يتحكم بالضرورة في زيادة الأعداد. في الواقع، يمكن أن يؤدي وفرة الموارد إلى ازدهار للأنواع  ينتهي به المطاف بأنواع أكثر مما قد تدعمه البيئة. في هذه الحالة، قد تؤدي المجاعة والعطش والمنافسة العنيفة أحيانًا على الموارد النادرة إلى انخفاض حاد في عدد الأنواع، وفي فترة قصيرة جدًا، اختفاء الأنواع. ومن المعروف أن القوارض، وكذلك الأنواع الأخرى الأقل شيوعًا من القوارض، لديها مثل هذه الدورات من النمو السريع والانخفاض اللاحق.
في بيئة مثالية، عندما تنمو الجماعات الأحيائية للحيوانات، يرتفع عدد الحيوانات المفترسة التي تتغذى على هذا الحيوان بالتحديد. كما تموت الحيوانات التي تعاني من عيوب خلقية أو جينات ضعيفة (مثل القمامة)، وهي غير قادرة على التنافس على الطعام مع حيوانات أقوى وأكثر صحة.
في الواقع، قد يكون للحيوان الغير أصلي في بيئة ما مزايا أكثر من الحيوانات الأصلية، مثل كونها غير مناسبة للحيوانات المفترسة المحلية. وإن لم يتم السيطرة على هذا الحيوان، فإنه سيتكاثر بسرعة ويدمر بيئته.
أمثلة على الإفراط في عدد الحيوانات الناجم عن إدخال أنواع أجنبية
في باتاجونيا الأجنبية على سبيل المثال، تم إدخال الأنواع الأوروبية مثل السلمون المرقط والغزلان في الجداول والغابات المحلية، على التوالي، وسرعان ما أصبحت وباءًا، تتنافس مع الأنواع المحلية من الأسماك  وفي بعض الأحيان يتم طرد الأنواع المحلية من الأسماك والحيوانات المجترة.
في أستراليا، عندما أدخل المهاجرون الأوروبيون الأرانب ( بدون إرادتهم) خرجت عن السيطرة وأكلت النباتات التي تحتاجها الحيوانات الأصلية الأخرى من أجل البقاء. اصطاد المزارعون الأرانب لتقليل أعدادها ومنع الأضرار التي ألحقتها بالمحاصيل. كما أحضروا القطط لحراسة الأرانب والجرذان. حيث خلقت القطط مشكلة أخرى، لأنها أصبحت مفترسة للأنواع المحلية.